# رشاد البحر
رشاد البحر أو فجل الجمل أو فجيلة أو الإسليح البحري (باللاتينية: Cakile maritima) نوع نباتي يتبع جنس الإسليح من الفصيلة الصليبية.

## البيئة والانتشار

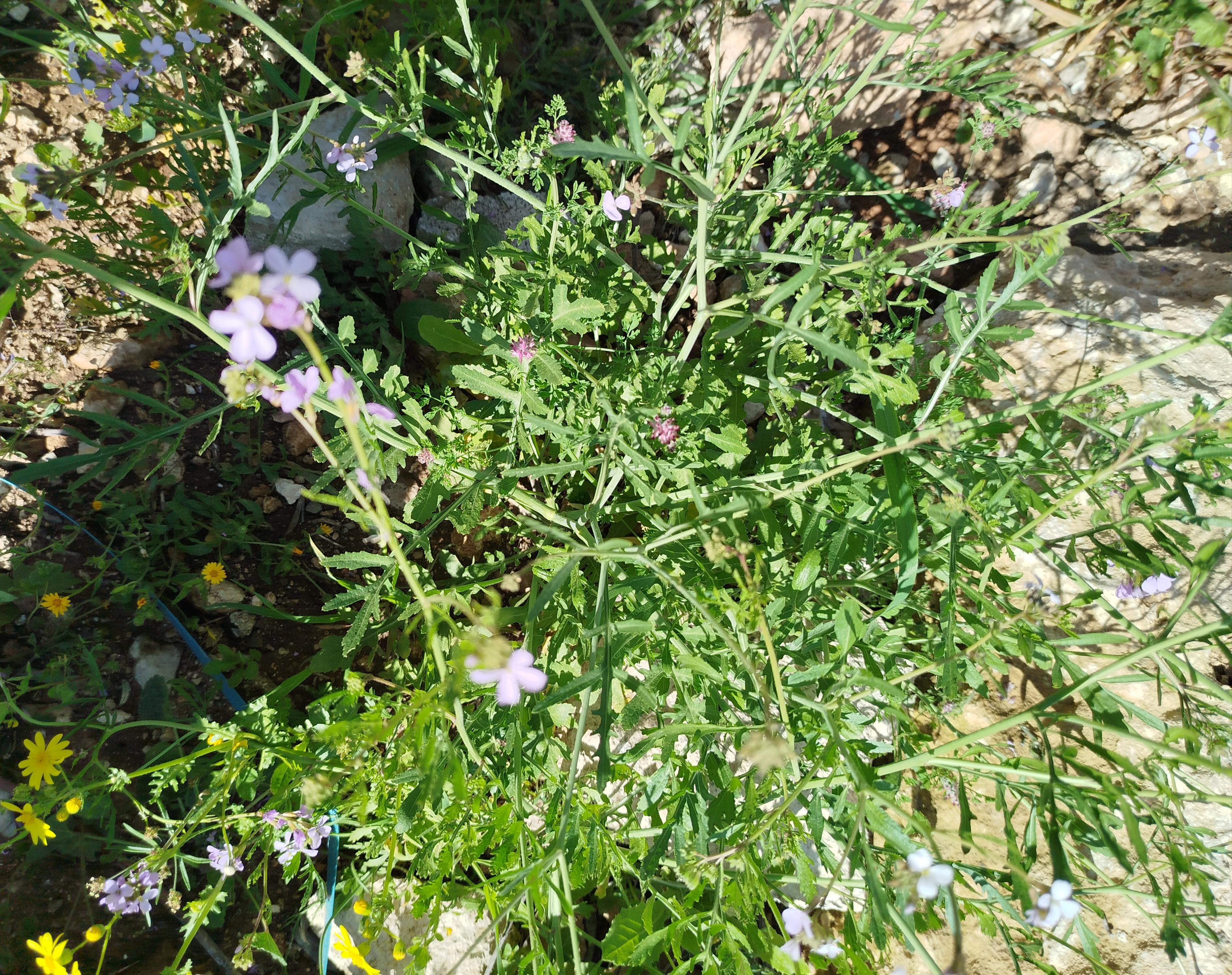
سليح أو الإسليح أو رشاد البحر

موطنه بلاد الشام ومصر والمغرب العربي وتركيا والقوقاز ومعظم مناطق أوروبا من اليونان والبلقان إلى إسبانيا والبرتغال وشمالاً من إيرلندا وبريطانيا إلى فنلندا وروسيا.